# گمینا بوونگه
گمینا بوونگه (به لهستانی:  Gmina Błonie) یک گمینا در لهستان است که در شهرستان وارساف وست واقع شده‌است. گمینا بوونگه ۸۵٫۸۴ کیلومتر مربع مساحت و ۲۱٬۱۳۳ نفر جمعیت دارد.